# Arkansas (película)
Arkansas es una película de suspenso y crimen neo-noir estadounidense de 2020 dirigida por Clark Duke en su debut como director, a partir de un guion que escribió con Andrew Boonkrong, basado en la novela Arkansas de John Brandon. Está protagonizada por Liam Hemsworth y Clark Duke como dos criminales inexpertos que, tras una transacción fallida y una serie de errores, se enfrentan al capo de la droga para quien trabajan, interpretado por Vince Vaughn. La película también cuenta con las actuaciones de Michael K. Williams, Vivica A. Fox, Eden Brolin, Chandler Duke y John Malkovich.
Aunque en un principio se iba a estrenar en el festival South by Southwest, su proyección se canceló debido al COVID-19 y posteriormente se lanzó bajo demanda, DVD y Blu-ray. La película recibió críticas variadas en general, aunque se destacaron positivamente las actuaciones. Varios medios coincidieron en que Arkansas evocaba el cine de los años 1990 y notaron la influencia de Quentin Tarantino y los hermanos Coen, como también de los autores Elmore Leonard, Charles Portis y Cormac McCarthy.

## Trama
Capítulo uno: El aburrimiento es hermoso
El narcotraficante Kyle Ribb es «ascendido» para mover productos al por mayor en Arkansas, en una organización criminal dirigida por un hombre llamado «Frog» (Rana). Kyle y su nuevo socio, Swin Horn, conocen a Bright, un guardaparque que trabaja para Frog. Explica que Kyle y Swin trabajarán para él y vivirán en los terrenos del parque con identidades falsas como empleados del parque mientras trafican drogas en el sur de los EE. UU.
Swin comienza a salir con Johnna, una enfermera que lo lleva a una tienda de curiosidades dirigida por un dueño excéntrico. Kyle y Swin reciben órdenes de una mujer llamada «Her» (Ella) para completar un trato en Castor, Luisiana, donde entregan productos a un griego charlatán. Su nieto Nick los sigue de regreso a Arkansas. Asalta a Bright en su casa y luego lo tortura para que le entregue el dinero, pero ambos mueren en una lucha por el arma de Nick. Creyendo que serán culpados si la organización de Frog descubre lo sucedido, Kyle y Swin entierran los cuerpos. Kyle regresa a Castor y mata al griego.
Capítulo dos: Frog
En 1985, Frog, quien resulta ser el dueño de la tienda de curiosidades, es un prestamista de West Memphis. Le dan un suministro de drogas para que se traslade, pero es secuestrado por un hombre contratado por su comprador. Frog mata al hombre y escapa a Pine Bluff, Arkansas, para trabajar para otro traficante de drogas llamado Almond. Después de que pasa un tiempo indeterminado, Frog no está satisfecho con sus ganancias como empleado y avisa a la policía sobre un cargamento de Almond. Los dos se separan amistosamente después de que Almond es enviado a prisión, y Frog se hace cargo de su negocio con la condición de que mate al odiado ex cuñado de Almond y coloque a su hermana en un cómodo asilo de ancianos. Posteriormente, el intermediario vende su mayorista a Frog.
Capítulo tres: Los cuerpos
En el presente, Kyle y Swin descubren que Bright tenía 44 000 dólares en efectivo y una maleta llena de huesos humanos. Manteniendo una tapadera sobre la desaparición de Bright, Kyle y Swin aceptan otra orden de Her. Johnna los visita en la casa de Bright cuando Barry, un hombre que dice ser el hijo de un amigo de Bright, llega para informar a Bright de la muerte de su padre. Kyle logra hacer que se vaya, pero contradice las mentiras que le habían dicho a Johnna.
Swin lleva a Kyle a la tienda de curiosidades para comprar un arma. Sin saber que Frog es el propietario, Swin se ofrece a venderle los huesos, pero Frog se niega a hacer negocios con ellos. Johnna le revela a Kyle que está embarazada y sabe que él y Swin son criminales. Kyle le cuenta todo, pero le asegura que no tienen planes de irse, y Johnna y Swin se preparan para tener su hijo. Barry regresa y amenaza a Swin y Johnna, pero Kyle lo mata.
Capítulo cuatro: Los mellizos
En 1988, Frog recluta a los hermanos Tim y Thomas para su operación. Años más tarde, ahora operando en una tienda de donas, un intermediario de un distribuidor de Knoxville se acerca a Frog y los mellizos para pedirles todo el producto que puedan recolectar. Al manejar el trato solo, Frog es traicionado y golpeado antes de que lleguen los hermanos y maten al intermediario. Frog, aprendiendo del error de Almond, deja su operación a los mellizos para que la administren ellos mismos, y se retira con un porcentaje de sus ganancias para abrir su tienda de curiosidades.
Capítulo cinco: Viajes de ida
En el presente, Kyle y Swin la intimidan a Her para que les dé su próximo paquete. Frog, que envió a Barry a investigar, está decidida a eliminarlos y le entrega un paquete final para que lo lleven a Hot Springs. En Bathhouse Row, el dúo es emboscado por los mellizos. Mientras Thomas ejecuta a Swin, Tim intenta interrogar a Kyle, quien se da cuenta de la identidad de Frog. Kyle escapa después de arrancarle los ojos a Tim, le da a Johnna el dinero escondido y le dice que busque a la familia de Swin en Gray, Kentucky.
Frog le aconseja a Thomas que renuncie a la venganza, pero Thomas vacía sus cuentas conjuntas con Frog, sacrifica a su hermano ciego y se va a matar a Kyle. Al enterrar a Tim y quemar sus objetos, Frog llama a un contacto y se prepara para reconstruir su negocio en Oklahoma, pero se enfrenta a Kyle herido. Al ver el brazo roto de Kyle, Frog deduce que encontró y mató a Thomas. Kyle mata a Frog a tiros y toma la información de su contacto, resignado a la vida de traficante de drogas. La película termina cuando Johnna conduce sola durante la noche.

## Reparto
- Liam Hemsworth como Kyle Ribb
- Clark Duke como Swin Horn
- Michael K. Williams como Almond
- Vivica A. Fox como «Her»
- Eden Brolin como Johnna
- Chandler Duke como Nick
- John Malkovich como Patrick Bright
- Vince Vaughn como «Frog»
- Brad William Henke como Tim
- Patrick Muldoon como Joe
- Jeff Chase como Thomas
- Jacob Zachar como el extraño
- Barry Primus como el viejo griego
- Juston Street como Barry

## Producción
Clark Duke intentó realizar el filme durante diez años aproximadamente. El director comentó que C'era una volta il West (1968) fue su «mayor referencia» visualmente y estilísticamente, y aformó que «temáticamente, la película siempre fue un wéstern». En octubre de 2018, se anunció que Liam Hemsworth, Vince Vaughn y Clark Duke se habían unido al elenco de la película, y Duke también iba a dirigirla, a partir de un guion escrito por él mismo y Andrew Boonkrong. La filmación comenzó el mismo mes en Mobile, Alabama, y la mayor parte de la producción transcurrió en ese estado, aunque se filmaron algunas escenas en Arkansas.

## Estreno
El estreno mundial de Arkansas se iba a llevar a cabo en el festival South by Southwest el 15 de marzo de 2020, pero el festival fue cancelado por temor a la pandemia de COVID-19. La película estaba programada para tener un estreno limitado en cines y bajo demanda por parte de Lionsgate el 1 de mayo de 2020. En cambio, se lanzó bajo demanda, DVD y Blu-ray el 5 de mayo de ese año. A principios de 2024, Netflix la añandió a su catálogo.

## Recepción
La película dividió a la crítica cinematográfica. En una reseña para The Guardian, Ellen E. Jones destacó los diálogos de los personajes y comentó que «Vince Vaughn no se ha visto tan afinado desde Swingers». La crítica además percibió influencias del cine de los años 1990 de los hermanos Coen, Quentin Tarantino y Kevin Smith. Noel Murray, de The A.V. Club, y Steve Pond, de TheWrap, también compararon la cinta con el cine de Tarantino y los Coen. Arkansas le dio la sensación a Oliver Jones, de The New York Observer, de ser «una película independiente de una generación anterior» y concluyó que «son los actores quienes dan vida a la historia». David Robb, de Slant Magazine, escribió que mediante «una narrativa no lineal con algunos personajes poco convencionales y un sentido del humor oscuro» la película está influenciada por el «thriller criminal estilizado e irónico que tuvo su apogeo en la década de 1990». Robb agregó que tanto las actuaciones como la narración la «elevan por encima de un mero pastiche». Richard Whittaker, de The Austin Chronicle, describió el filme como «un spaghetti western, donde los defectos y la codicia de todos muestra que básicamente no tienen un lado bueno y la traición está a la orden del día» y elogió el desempeño de Liam Hemsworth, John Malkovich y Vaughn. Mark Olsen también recibió positivamente las actuaciones, en especial la de Hemsworth. Peter Travers, de la Rolling Stone, dijo: «¿A dónde va todo esto? Si lo tuyo es la narración ágil, mantente alejado de Arkansas, que se deleita con una atractiva aleatoriedad que se convierte en su salvación».
La reseña para Variety, de Dennis Harvey, indicó que Arkansas mentiene la «sensación idiosincrásica y novelesca» del libro en el que se basa. Asimismo, varios críticos notaron influencias del trabajo del escritor Elmore Leonard, mientras que otros notaron aspectos reminiscentes al trabajo de Charles Portis y Cormac McCarthy. Para David Hughes, de Empire, Arkansas es como una «reliquia de la ola de películas corales criminales de los años 1990» que desaprovechó las actuaciones de Malkovich, Vaughn y Michael K. Williams. Devika Girish, de The New York Times, opinó que «la película adopta una perspectiva inusual sobre un género familiar, pero se ve abrumada por su ritmo aburrido y desigual». Según John Defore, de The Hollywood Reporter, se trató de una película «decepcionante, a pesar de la sorprendente abundancia de talento» y criticó el dúo protagónico. G. Allen Johnson, del San Francisco Chronicle, opinó que «parte del problema es que Duke no es capaz de lograr el tipo de ironía satírica en la que se especializan los hermanos Coen». Simon Abrams, de RogerEbert.com, la calificó con dos estrellas sobre cuatro.